# Chris Vermeulen
Chris Vermeulen (ur. 19 czerwca 1982 w Brisbane) – australijski motocyklista pochodzenia holenderskiego.
Australijczyk znany ze świetnej jazdy na mokrym torze, zyskał sobie przydomek "Vermin". We wszystkich seriach jeździ z nr 7, na cześć swojego mentora, byłego mistrza świata Barry'ego Sheene'a. Jest kolekcjonerem starych amerykańskich samochodów.

## Kariera

### Początki
Wyścigową karierę Chris rozpoczynał w Australijskich Mistrzostwach Superbike. W 1999 roku zmagania w niej zakończył na 8. miejscu. Dzięki wsparciu Barry Sheene'a, Vermeulen dostał możliwość startów w brytyjskim cyklu Supersport oraz Supershtock. Dobre wyniki w sezonie 2000 (6. msc w BSS) zaowocowały podpisaniem kontraktu z zespołem Castrol Honda, na ostatnie trzy wyścigi MŚ Supersportów.

### WSS
Dobra postawa w ostatnich wyścigach sezonu 2000, zapewniła Australijczykowi posadę etatowego zawodnika. Rok 2001 nie był jednak udany dla Chrisa, który rzadko sięgał po punkty, a w klasyfikacji generalnej uplasował się na odległej 17. lokacie.
W sezonie 2002 Vermeulen reprezentował holenderską ekipę Gerrit Ten Kate. Był to zdecydowanie lepszy rok dla Chrisa, który w klasyfikacji generalnej zajął 7. pozycję. Drugi sezon współpracy z zespołem zaowocował już tytułem mistrzowskim. W ciągu roku Vermeulen czterokrotnie zwyciężał, stając się najmłodszym w historii mistrzem tej serii.

### WSBK (1. część)
Sukces w WSS pozwolił Australijczykowi awansować do mistrzostw World Superbike, gdzie również startował w barwach Ten Kate Honda. Debiut w serii okazał się udany dla Vermeulena, który już w drugiej rundzie (w Australii) dwukrotnie znalazł się na drugiej pozycji. Na podium stawał jeszcze siedmiokrotnie, w tym cztery razy na najwyższym stopniu. W drugim wyścigu na Silverstone, Australijczyk odniósł pierwsze zwycięstwo, natomiast na amerykańskim torze Laguna Seca uzyskał pierwszy dublet (łącznie aż trzykrotnie z rzędu sięgał po wygraną). Ostatni triumf zanotował w pierwszym wyścigu w Assen. Pokaźny dorobek punktowy pozwolił Chrisowi zająć w końcowej klasyfikacji 4. pozycję.
W roku 2004 Vermeulen był jednym z zawodników walczących o tytuł mistrzowski. Końcówka sezonu była najlepsza w wykonaniu Australijczyka, który w ostatnich ośmiu wyścigach, pięciokrotnie stawał na najwyższym stopniu (drugi wyścig we Włoszech został odwołany). Chrisowi nie udało się ostatecznie dogonić swojego rodaka Troya Corsera, którego przewaga okazała się zbyt duża. Został tym samym wicemistrzem świata, z łącznym dorobkiem trzynastu miejsc na podium, w tym sześciu wygranych. Trzykrotnie startował również z pole position - w rundach w Holandii, Włoszech i Francji.

### MotoGP
Dobra postawa w WSBK zaowocowała startem w dwóch wyścigach GP w sezonie 2005, podczas GP Australii i Turcji. W obu wyścigach dojechał na jedenastym miejscu. Australijczyk wystartował również w słynnym 8-godzinnym wyścigu na torze Suzuka.

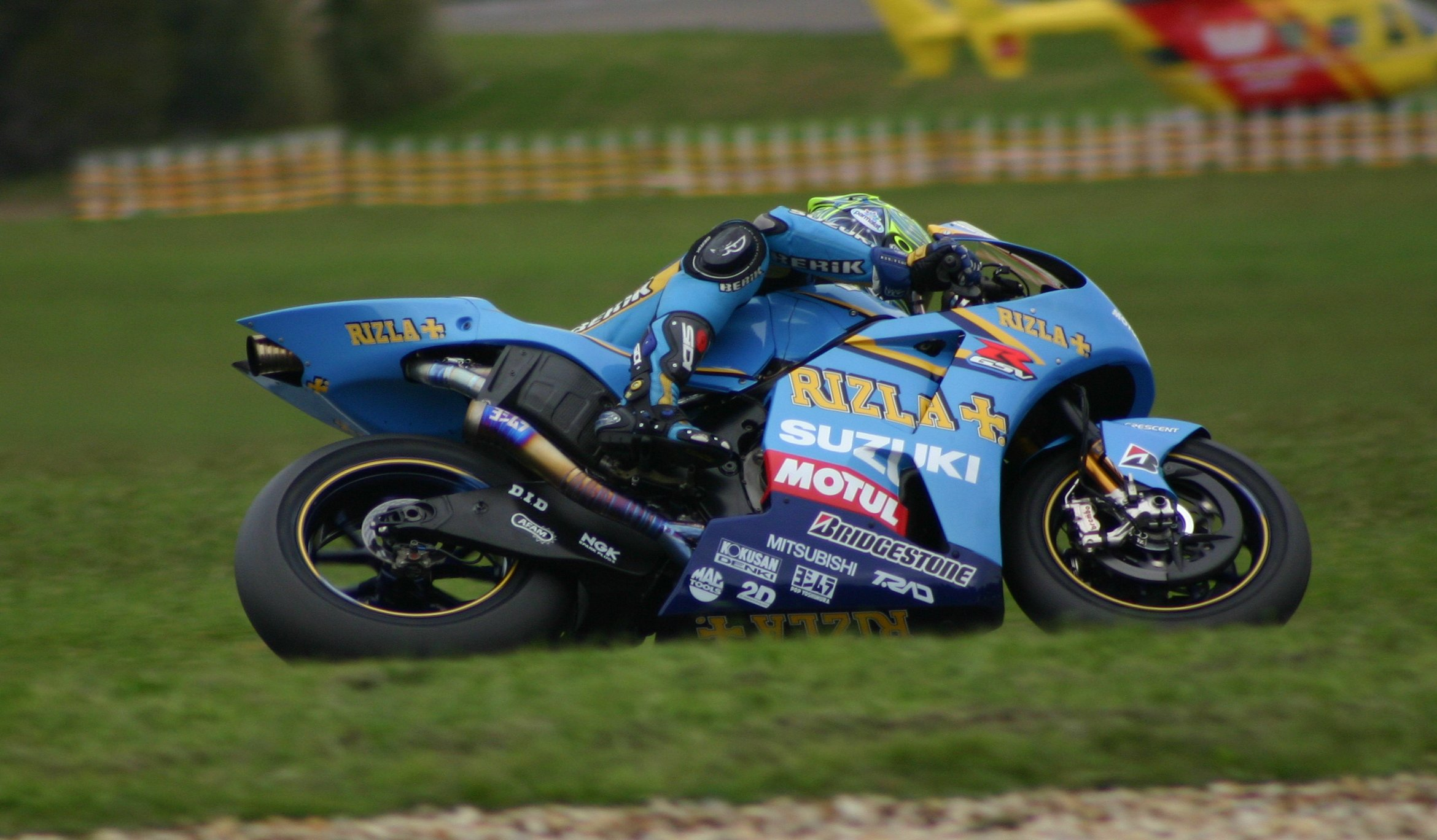
Chris Vermeulen na Suzuki w 2006 roku.

Po wielu spekulacjach na temat ponownych startów w Superbike'ach, Chris ostatecznie podpisał kontrakt z fabryczną ekipą Suzuki, na pełny sezon 2006 w MotoGP. W trakcie zmagań Australijczyk zaprezentował dobre osiągi w warunkach deszczowych, zdobywając pole position przed GP Turcji oraz USA. W ulewnym wyścigu w Australii Vermeulen po raz pierwszy w karierze stanął na podium, zajmując drugą pozycję, i tylko przesychający tor nie pozwolił mu odnieść wygranej. Ostatecznie w klasyfikacji generalnej uplasował się 11. miejscu, za zespołowym partnerem Johnem Hopkinsem, który prezentował równiejszą formę.
Sezon 2007 był najlepszym w karierze Vermeulena podczas startów w tej serii. Australijczyk szybko wpasował się w motocykl 800 cm³, co potwierdzał zwłaszcza w czasie deszczowych wyścigów. W takich warunkach Chris ponownie był jednym z najlepszych. Podczas ulewnego GP Francji Vermeulen po raz pierwszy w karierze stanął na najwyższym stopniu podium, a na brytyjskim torze Donington Park zajął trzecią lokatę. W kwalifikacjach do wyścigu w Assen po raz trzeci w karierze startował z pierwszej pozycji (wyścig rozgrywający się przy normalnej pogodzie zakończył szesnasty). Australijczyk pokazał jednak, że potrafi dojeżdżać w pierwszej trójce również w suchych warunkach. W GP USA i San Marino został sklasyfikowany na drugim miejscu. W klasyfikacji generalnej znalazł się na 6. pozycji. Ponownie przegrał jednak z Amerykaninem Hopkinsem, który był czwarty.
Rok 2008 był mniej udany dla Australijczyka. W ciągu sezonu dwukrotnie znalazł się na trzeciej pozycji, w zmaganiach o GP Niemiec i USA. Za sukces Chris mógł jednak uznać wyższą ósmą pozycję w punktacji od nowego doświadczonego kolegi z zespołu Lorisa Capirossiego, który był dziesiąty.
W sezonie 2009 był najsłabszym w wykonaniu Vermeulena. W trakcie rywalizacji rzadko plasował się w pierwszej ósemce, a najlepszą lokatę uzyskał w GP Holandii, gdzie był piąty. W większości wyścigach spisywał się gorzej od Włocha Capirossiego. We wszystkich wyścigach dojechał do mety, a w klasyfikacji końcowej zajął 8. pozycję. Po zakończeniu zmagań Australijczyk odszedł z zespołu, kończąc tym samym starty w MotoGP. Jego miejsce zajął Hiszpan Alvaro Bautista.

### WSBK (2. część)
W roku 2010 Vermeulen powrócił do startów w mistrzostwach World Superbike, podpisując kontrakt z ekipą Kawasaki. Powrót okazał się bardzo trudny dla Chrisa. W pierwszej rundzie, na torze w Australii, reprezentant Antypodów w obu wyścigach wypadł z toru, odnosząc przez to kontuzję kolana. Uraz ten przekreślił szanse na dobry wynik w sezonie, uniemożliwiając mu jazdę na najwyższym poziomie. W konsekwencji Australijczyk nie był w stanie wziąć udziału w eliminacjach na torach w Wielkiej Brytanii, Holandii, Włoszech i USA. Po skromne punkty sięgnął dopiero w wyścigach w San Marino oraz w Hiszpanii, zajmując pozycję w okolicach dziesiątego miejsca. Po rundzie w Czechach Vermeulen postanowił zakończyć przedwcześnie starty, aby skupić się na całkowitym wyleczeniu uszkodzonego kolana. Kilka punktów pozwoliło zająć Vermeulenowi 20. miejsce.

## Statystyki liczbowe

### MotoGP
(key)
| Rok  | Klasa  | Motocykl | 1      | 2       | 3      | 4       | 5      | 6      | 7     | 8      | 9      | 10     | 11     | 12     | 13     | 14     | 15      | 16     | 17      | 18     | Poz | Pkt |
| ---- | ------ | -------- | ------ | ------- | ------ | ------- | ------ | ------ | ----- | ------ | ------ | ------ | ------ | ------ | ------ | ------ | ------- | ------ | ------- | ------ | --- | --- |
| 2005 | MotoGP | Honda    | SPA    | POR     | CHN    | FRA     | ITA    | CAT    | NED   | USA    | GBR    | GER    | CZE    | JPN    | MAL    | QAT    | AUS 11  | TUR 11 | VAL     |        | 21  | 10  |
| 2006 | MotoGP | Suzuki   | SPA 12 | QAT Ret | TUR 7  | CHN Ret | FRA 10 | ITA 14 | CAT 6 | NED 10 | GBR 16 | GER 7  | USA 5  | CZE 12 | MAL 11 | AUS 2  | JPN 11  | POR 9  | VAL Ret |        | 11  | 98  |
| 2007 | MotoGP | Suzuki   | QAT 7  | SPA 9   | TUR 11 | CHN 7   | FRA 1  | ITA 8  | CAT 7 | GBR 3  | NED 16 | GER 11 | USA 2  | CZE 5  | SMR 2  | POR 13 | JPN 11  | AUS 8  | MAL 7   | VAL 6  | 6   | 179 |
| 2008 | MotoGP | Suzuki   | QAT 17 | SPA 10  | POR 8  | CHN Ret | FRA 5  | ITA 10 | CAT 7 | GBR 8  | NED 7  | GER 3  | USA 3  | CZE 6  | SMR 5  | IND 9  | JPN Ret | AUS 15 | MAL 9   | VAL 13 | 8   | 128 |
| 2009 | MotoGP | Suzuki   | QAT 7  | JPN 10  | SPA 10 | FRA 6   | ITA 10 | CAT 11 | NED 5 | USA 8  | GER 13 | GBR 13 | CZE 11 | IND 11 | SMR 9  | POR 10 | AUS 11  | MAL 6  | VAL 15  |        | 12  | 106 |

### WSBK
| Rok  | Motocykl | 1       | 1       | 2       | 2       | 3       | 3       | 4       | 4       | 5      | 5      | 6      | 6      | 7      | 7      | 8      | 8       | 9       | 9       | 10    | 10    | 11      | 11      | 12    | 12      | 13  | 13  | Poz | Pkt | Ref   |
| Rok  | Motocykl | R1      | R2      | R1      | R2      | R1      | R2      | R1      | R2      | R1     | R2     | R1     | R2     | R1     | R2     | R1     | R2      | R1      | R2      | R1    | R2    | R1      | R2      | R1    | R2      | R1  | R2  | Poz | Pkt | Ref   |
| ---- | -------- | ------- | ------- | ------- | ------- | ------- | ------- | ------- | ------- | ------ | ------ | ------ | ------ | ------ | ------ | ------ | ------- | ------- | ------- | ----- | ----- | ------- | ------- | ----- | ------- | --- | --- | --- | --- | ----- |
| 2004 | Honda    | SPA 12  | SPA 5   | AUS 2   | AUS 2   | SMR 5   | SMR 12  | ITA 4   | ITA DSQ | GER 15 | GER 8  | GBR 2  | GBR 1  | USA 1  | USA 1  | GBR 4  | GBR 3   | NED 5   | NED 1   | ITA 2 | ITA 6 | FRA Ret | FRA Ret |       |         |     |     | 4   | 282 | [ 2 ] |
| 2005 | Honda    | QAT 8   | QAT 4   | AUS 3   | AUS 4   | SPA 2   | SPA 2   | ITA Ret | ITA 1   | EUR 4  | EUR 4  | SMR 2  | SMR 2  | CZE 8  | CZE 3  | GBR 4  | GBR 3   | NED 1   | NED 1   | GER 1 | GER 2 | ITA 1   | ITA C   | FRA 1 | FRA Ret |     |     | 2   | 379 | [ 2 ] |
| 2010 | Kawasaki | AUS Ret | AUS Ret | POR DNS | POR DNS | SPA     | SPA     | NED 17  | NED 14  | ITA 18 | ITA 13 | RSA 18 | RSA 16 | USA 15 | USA 13 | SMR 16 | SMR 15  | CZE Ret | CZE Ret | GBR   | GBR   | GER     | GER     | ITA   | ITA     | FRA | FRA | 20  | 10  | [ 2 ] |
| 2011 | Kawasaki | AUS 17  | AUS 14  | GBR DNS | GBR DNS | NED Ret | NED DNS | ITA DNS | ITA DNS | USA    | USA    | SMR 14 | SMR 10 | SPA 12 | SPA 14 | CZE 18 | CZE DNS | GBR     | GBR     | GER   | GER   | ITA     | ITA     | FRA   | FRA     | POR | POR | 20* | 14* | [ 2 ] |

- * Sezon trwa.